# Zygmunt Piłsudski
Zygmunt Piłsudski, także jako Sigismund Iwanowicz Piłsudskij (XIX wiek) – rosyjski generał-policmajster, policmajster warszawski w latach 1861–1862. W kwietniu 1863 r. objął stanowisko w żandarmerii, gdzie kierował zarządem żandarmerii w guberni. Był dalekim krewnym Józefa Wincentego Piłsudskiego, na którego prośbę starał się o złagodzenie wyroku dla jego syna Bronisława, skazanego za przygotowywanie zamachu na cara Aleksandra III
Przejawiał serwilizm i gorliwość w zwalczaniu przejawów polskiego patriotyzmu.